# Бобадилья, Рауль
Рау́ль Марсе́ло Бобади́лья (исп. Raúl Marcelo Bobadilla; 18 июня 1987, Буэнос-Айрес, Аргентина) — парагвайский футболист, нападающий клуба «Шаффхаузен».

## Биография
Рауль является воспитанником «Ривер Плейта». До 2006 года он был игроком этой команды, пока не подписал контракт с клубом швейцарской Челлендж-Лиги «Конкордия». В нём он сразу стал основным игроком, за сезон сыграв 28 игр и забив 18 мячей, чем сразу же обратил внимание более сильных швейцарских коллективов. В 2007 году Рауль подписал контракт с «Грасхоппером». 18 июля 2007 года дебютировал за новый клуб в домашнем матче первого тура чемпионата Швейцарии против «Санкт-Галлена». Матч закончился победой хозяев со счётом 2:0. Рауль вышел в стартовом составе и был заменён на 67-й минуте Давидом Блумером. Всего за два сезона в «Грасхоппере» сыграл 47 матчей и забил 26 мячей.
12 июня 2009 года Рауль подписал контракт с мёнхенгладбахской «Боруссией». Был приобретён командой в качестве основного нападающего, поэтому и сыграл в первом сезоне 30 матчей, в которых отличился четыре раза. 9 августа 2009 года Рауль дебютировал в Бундеслиге в выездном матче первого тура против «Бохума», который закончился вничью со счётом 3:3. Бобадилья вышел на поле в стартовом составе и на 62-й минуте был заменён Томасом Клайне.
Осенью 2010 года в матче «Боруссии» и клуба «Ганновер 96» Бобадилья наступил на игрока команды соперника Сержиу Пинту. За это он был дисквалифицирован на 5 игр и оштрафован на 50 тыс. евро.
Летом 2012 года Бобадилья перешёл в швейцарский «Янг Бойз», условия сделки не разглашались, однако известно, что «Боруссия» должна была получить процент от следующей продажи футболиста. 25 октября 2012 года, в третьем туре Лиги Европы, Рауль сделал хет-трик в ворота итальянского «Удинезе», что помогло его команде одержать первую победу в группе.
3 января 2013 года Бобадилья перешёл в «Базель».
15 августа 2013 года Бобадилья перешёл в «Аугсбург», подписав контракт до 2016 года.

## Достижения
- Чемпион Швейцарии (1): 2013